# HypeMAGAZINE
hypeMAGAZINE[zdroj⁠?!] byl český časopis, vycházející jednou měsíčně[zdroj⁠?!] a vydávaný firmou X publishing. Zabýval se často okrajovými tématy (v č. 20 byla tématem čísla sebevražda), k magazínu se přikládá i film na DVD, často bývá tematicky příbuzný s aktuálním vydáním. 
Šéfredaktorem magazínu byl Petr Bílek.